# Толстиха
Толстиха — река в России, протекает по Мурашинскому и Опаринскому районам Кировской области. Устье реки находится в 80 км по левому берегу реки Кузюг. Длина реки составляет 16 км.
Исток реки находится в лесах в 31 км к северо-западу от посёлка Мураши. Исток реки находится в Мурашинском районе. В среднем и нижнем течении река образует границу Мурашинского и Опаринского районов. Река течёт на север-восток по ненаселённому лесному массиву.

## Данные водного реестра
По данным государственного водного реестра России относится к Камскому бассейновому округу, водохозяйственный участок реки — Вятка от города Киров до города Котельнич, речной подбассейн реки — Вятка. Речной бассейн реки — Кама.
Код объекта в государственном водном реестре — 10010300312111100035355.